# Agrostis jahnii
Agrostis jahnii é uma espécie de gramínea do gênero Agrostis, pertencente à família Poaceae.